# 丁嘉元
丁嘉元（1944年—2017年4月15日），男，江苏苏州人，中国演员，上海电影制片厂二级演员，曾任上海电影制片厂演员剧团副团长。